# Histon H4
Histon H4 ist eines der fünf Haupt-Histon-Proteine des Chromatins in  eukaryotischen Zellen. Bestehend aus einer globulären Hauptdomäne und einem langen N-terminalen Ende, spielt es eine Rolle in der Struktur der Nukleosomen und somit der „Perlenschnur“-Struktur der Chromatinfäden.

## Genetik
Das Histon H4 wird in verschiedenen Genen codiert, unter anderem: HIST1H4A, HIST1H4B, HIST1H4C, HIST1H4D, HIST1H4E, HIST1H4F, HIST1H4H, HIST1H4I, HIST1H4J, HIST1H4K, HIST1H4L, HIST2H4A, HIST2H4B, HIST4H4

## Andere Histon-Proteine
H1
H2A
H2B
H3